# 24 février
Pour les articles homonymes, voir Vingt-Quatre-Février.
24 janvier 24 mars
Chronologies thématiques
- Croisades
- Ferroviaires
- Sports
- Disney
- Anarchisme
- Catholicisme

Abréviations / Voir aussi
- (° 1852) = né en 1852
- († 1885) = mort en 1885
- a.s. = calendrier julien
- n.s. = calendrier grégorien
- Calendrier
- Calendrier perpétuel
- Liste de calendriers
- Naissances du jour

Le 24 février est le 55e jour de l'année du calendrier grégorien, il en reste ensuite 310 ou moins souvent 311.
Lors d'une année bissextile du calendrier julien, celui-ci faisait précéder ce 24 d'un jour intercalaire, sorte de 23 février bis après les 23 premiers jours dudit mois de februarius et avant le 24 courant (d'où le bis- du mot bis-sext-ile).
C'était généralement le 6e jour du mois de ventôse dans le calendrier républicain / révolutionnaire  français, officiellement dénommé jour de l'asaret (une plante).

## Événements

### Iersiècleav. J.-C.
- 45 av. J.-C. : Jules César met en œuvre un nouveau calendrier appelé par la suite calendrier julien en son honneur, le lendemain même du premier jour d'intercalation qui caractérise en partie ce nouveau décompte du temps.

### XIVesiècle
- 1303 : victoire de John III Comyn à la bataille de Roslin pendant la première guerre d'indépendance de l'Écosse.
- 1320 : un arrêt du Parlement de Paris prescrit que les châteaux, terres et droits qui avaient été l’objet de donations de la part des rois de France Philippe III le Hardi et son fils et successeur direct Philippe IV le Bel feront retour au domaine de la couronne, en application d'une décision prise par le roi Philippe V le Long en juin 1318.
- 1382 : début à Rouen des émeutes connues sous le nom de « révolte de la Harelle » que Charles VI réprime durement en abolissant[Quoi ?] la commune de Rouen.

### XVesiècle
- 1495 : le roi de France Charles VIII entre victorieux dans Naples.

### XVIesiècle
- 1510 : le pape Jules II lève l'excommunication à l'encontre de Venise et prend parti contre le roi de France tandis que Matthieu Schiner détourne les Suisses d'une alliance avec les Français.
- 1525 : Bataille de Pavie entre les troupes de l'empereur Charles Quint et celles du roi de France François Ier, qui se solde par une défaite française et la capture du roi.
- 1527 : le royaume de Bohême choisit pour roi le frère de Charles Quint Ferdinand en faisant ainsi entrer ce royaume dans la maison d'Autriche.
- 1530 : Charles Quint est couronné empereur par le pape Clément VII.
- 1538 : signature du traité de Nagyvárad entre Ferdinand I de Habsbourg et Jean-Sigismond Zápolya.
- 1555 : abdication de Charles Quint.
- 1563 : assassinat du duc François de Guise.
- 1582 : bulle Inter gravissimas du pape Grégoire XIII instituant une réforme du calendrier (calendrier grégorien) un 24 février comme Jules César lors de la mise en œuvre du calendrier julien supra.

### XVIIesiècle
- 1663 : le roi de France Louis XIV dissout la Compagnie des Cent-Associés qui a failli dans sa mission d’assurer la colonisation de la Nouvelle-France et il rattache la colonie à la Couronne.
- 1670 : le même ordonne par édit royal la construction d'un "Hôtel" réservé aux soldats rendus plus ou moins infirmes ou "invalides" par ses guerres.

### XVIIIesiècle
- 1739 : victoire de Nader Chah sur Muhammad Shâh à la bataille de Karnal en Inde.
- 1777 : Marie Ire de Bragance succède à Joseph Ier de Portugal, le marquis de Pombal est congédié.
- 1794 : bataille de Bressuire, pendant la guerre de Vendée.

### XIXesiècle
- 1812 : signature d'une convention militaire franco-prussienne par laquelle la Prusse accorde toutes facilités de stationnement et approvisionnement à la Grande Armée en route vers la Russie ainsi que l'envoi d'un corps d'armée de vingt mille hommes.
- 1814 : les Autrichiens battus deux fois à Mormant et à Montereau le 18 offrent un deuxième armistice.
- 1821 : le général Agustín de Iturbide proclame l'indépendance du Mexique et le plan d'Iguala est également proclamé.
- 1826 : le traité de Yandabo met fin à la première Guerre anglo-birmane.
- 1831 : le Congrès national belge décide de confier la régence du pays à son président le baron Érasme-Louis Surlet de Chokier.
- 1834 : le général Desmichel signe sans l'avis du gouvernement français un traité avec le chef berbère Abd el-Kader qui reconnaît à ce dernier le titre de commandeur des croyants et la souveraineté sur le beylik d'Oran à l'exclusion des villes d'Oran, d'Arzew et de Mostaganem.
- 1848 :
  - abdication du roi des Français Louis-Philippe Ier et instauration de la Deuxième République ;
  - émeute à Rouen, le pont de chemin de fer dit pont aux Anglais est incendié par les émeutiers.
- 1866 : renversement du prince Cuza. Pour le remplacer, Bismarck et Napoléon III choisissent le cousin du roi de Prusse Charles-Frédéric qui prend le nom de Carol Ier de Roumanie.
- 1891 : l'Assemblée constituante adopte au Brésil une Constitution analogue à celle en vigueur aux États-Unis.

### XXesiècle
- 1909 : la Serbie soutenue par la Russie se mobilise et menace l'empereur François-Joseph d'annexer la Dalmatie, la Croatie et la Bosnie-Herzégovine.
- 1913 : arrestation de la suffragette Emmeline Pankhurst après le sabotage de la ligne téléphonique Londres-Glasgow par les féministes le 8 et un attentat à la bombe le 19 dans la résidence du leader libéral.
- 1918 : déclaration d'indépendance de l'Estonie.
- 1920 : naissance du parti nazi (nouveau nom du Parti ouvrier allemand) d'Adolf Hitler.
- 1945, seconde guerre mondiale :
  - les forces américaines libèrent Manille (guerre du Pacifique).
  - Le Premier ministre égyptien Ahmad Mahir Pacha est assassiné après avoir annoncé la déclaration de guerre de son pays à l'Allemagne.
- 1946 : le général Juan Perón est élu à la présidence de l'Argentine.
- 1949 : Israël et l'Égypte signent un armistice.
- 1956 : Nikita Khrouchtchev donne lecture d'un rapport sur les crimes de Joseph Staline au XXe congrès du Parti communiste de l'Union soviétique dans la nuit du 24 au 25 février 1956 (début de la déstalinisation en URSS).
- 1962 : une série d'attentats fait 25 morts à Alger pour la plupart musulmans (fin de la guerre d'Algérie).
- 1966 : le président ghanéen Kwame N'Krumah est renversé par un coup d'État militaire alors qu'il séjourne en Chine.
- 1971 : l'Algérie annonce la nationalisation des hydrocarbures, le 24 février.
- 1989 : funérailles de l'empereur Hirohito décédé le 7 janvier.
- 2000 : le Conseil de sécurité des Nations unies approuve une résolution prévoyant d'une Mission de l'Organisation des Nations unies en république démocratique du Congo chargée de faire respecter le cessez-le-feu du 10 juillet 1999.

### XXIesiècle
- 2001 : le sous-commandant Marcos et 23 dirigeants rebelles zapatistes sortent de leur clandestinité pour effectuer une marche pour la paix dans les douze États du Mexique et réclament davantage d'autonomie pour les Indiens mexicains.
- 2008 : le dirigeant du parti progressiste des travailleurs chypriote l'AKEL Dimítris Khristófias est élu président de la république de Chypre.
- 2011 : résolution no 1969 du Conseil de sécurité des Nations unies sur la situation au Timor-Leste.
- 2014 : le gouvernement égyptien démissionne.
- 2015 : bataille de Wurgé pendant l'insurrection de Boko Haram.
- 2019 :
  - la population de Cuba approuve par référendum l'adoption d'une nouvelle constitution remplaçant celle de 1976.
  - Élections législatives en Moldavie couplées à un référendum consultatif sur une réduction de 101 à 61 parlementaires et sur la possibilité de référendum révocatoire à leur encontre.
  - Premier tour de l'élection présidentielle au Sénégal.
- 2022 : Début de l'invasion de l'Ukraine par la Russie au petit matin[2].
- 2023 : à Djibouti, les élections législatives ont lieu afin de renouveler les 65 membres de l'Assemblée nationale. L'UMP remporte sans surprise les élections et la quasi-totalité des sièges. L'UDJ parvient à en remporter sept sur les trente cinq en jeu[3].

## Arts, culture et religion
- 484 : Hunéric expulse les évêques catholiques au profit des ariens.
- 1607 : création de L'Orfeo de Claudio Monteverdi considéré comme un des premiers opéras (sur un livret d'Alessandro Striggio).
- 2001 : la 26e cérémonie des César, récompensant les films sortis en 2000, se déroule au théâtre des Champs-Élysées à Paris.
- 2007 : la 32e cérémonie des César, récompensant les films sortis en 2006, se déroule au théâtre du Châtelet à Paris.
- 2012 : la 37e cérémonie des César, organisée par  l'Académie des arts et techniques du cinéma, a eu lieu au théâtre du Châtelet à Paris, et récompense les films sortis en 2011.
- 2017 : la 42e cérémonie des César, organisée par l'Académie des arts et techniques du cinéma, se déroule à Paris, à la salle Pleyel et récompense les films sortis en France en 2016.
- 2019 : la cérémonie des Oscars récompense notamment Alfonso Cuarón.
- 2023 : la 48e cérémonie des César, organisée par l'Académie des arts et techniques du cinéma, se déroule à Paris, à l'Olympia et récompense les films sortis en France en 2022.

## Sciences et techniques
- 1896 : le Français Henri Becquerel découvre que la radioactivité a des conséquences.
- 1982 : naissance du premier bébé éprouvette français Amandine.

## Économie et société
- 1803 : la Cour suprême des États-Unis s'arroge le contrôle juridictionnel des lois par l'arrêt Marbury v. Madison.
- 1909 : première présentation publique de films de cinéma en couleur à Brighton au Royaume-Uni.
- 2004 : l'architecte russe Vitali Kaloïev assassine l'ancien contrôleur aérien danois Peter Nielsen pour son rôle dans la collision aérienne d'Überlingen.
- 2016 : écrasement meurtrier du vol 193 Tara Air au Népal.
- 2017 : 
  - un attentat meurtrier est commis en représailles de la bataille d'al-Bab la veille.
  - Nomination de Zuhal Demir comme secrétaire d'État fédérale belge à la Lutte contre la pauvreté, à l'Égalité des chances, aux Personnes handicapées, et à la Politique scientifique en remplacement d'Elke Sleurs.
  - Thomas Pesquet envoie un selfie anti-complotiste depuis l'espace[4].

## Naissances

### XIIesiècle
- 1103 : Toba, 74e empereur du Japon († 20 juillet 1156).

### XIVesiècle
- 1304 : Ibn Battûta, voyageur et explorateur marocain († 1368 / 1377).

### XVesiècle
- 1463 : Jean Pic de la Mirandole (Giovanni Pico della Mirandola), philosophe et humaniste  italien († 17 novembre 1494).
- 1500 : Charles Quint, archiduc d'Autriche et prince des Espagnes, empereur du Saint-Empire romain germanique († 21 septembre 1558).

### XVIesiècle
- 1515 / 1516 (éventuellement à une autre date) : Jean Wier (Johann Weyer, Johannes Weier, Joannes Wierus en latin, dit aussi Piscinarius), médecin, humaniste, opposant aux chasses aux sorcières et précurseur brabançon de la psychiatrie moderne occidentale († 1588, peut-être le 24 février aussi).
- 1536 : Clément VIII, 231e pape († 3 mars 1605).
- 1545 : Juan d'Autriche, prince espagnol († 1er octobre 1578).
- 1553 : Cherubino Alberti, peintre, graveur sur cuivre et ingénieur militaire italien († 18 octobre 1615).
- 1557 : Matthias Ier de Habsbourg, empereur du Saint-Empire et roi de Bohême sous le nom de Matthias II († 20 mars 1619).
- 1567 : Heinrich Matthias von Thurn, un des principaux chefs de la révolte de la Bohême contre l’Empereur Ferdinand II qui déclencha la guerre de Trente Ans († 28 janvier 1640).
- 1580 : Matthias Hoë von Hoënegg, théologien luthérien allemand († 4 mars 1645).
- 1587 : Antoine Boësset, compositeur français († 8 décembre 1643).
- 1591 : Paul Ferry, pasteur protestant et un théologien français († 28 décembre 1669).
- 1595 : Maciej Kazimierz Sarbiewski, prêtre jésuite et poète polonais de langue latine († 2 avril 1640).
- 1597 : Vincent Voiture, poète français († 26 mai 1648).

### XVIIesiècle
- 1613 : Mattia Preti, peintre italien de l'école napolitaine († 3 janvier 1699).
- 1619 : Charles Le Brun, peintre officiel de la Cour de Louis XIV († 12 février 1690).
- 1622 : Johann Clauberg, théologien et philosophe allemand († 31 janvier 1665).
- 1632 : Antoine Benoist, peintre et médailleur français († 8 avril 1717).
- 1640 : Charles d'Hozier, généalogiste du roi († 13 février 1732).
- 1645 : François Rákóczi, noble hongrois, prince associé de Transylvanie († 8 juillet 1676).
- 1660 : John Murray, 1er duc d'Atholl, noble et homme politique écossais († 14 novembre 1724).
- 1664 : Thomas Newcomen, mécanicien anglais († 5 août 1729).
- 1684 : 
  - Matthias Braun, sculpteur tchèque († 15 février 1738).
  - Johan Stensson Rothman, médecin et naturaliste suédois († 20 juillet 1763).
- 1689 : Pietro Paolo De Conti, cardinal italien († 14 décembre 1770).
- 1694 : Bartolomeo Altomonte, peintre et fresquiste baroque autrichien († 11 novembre 1783).
- 1697 : Bernhard Siegfried Albinus, médecin et anatomiste allemand († 9 septembre 1770).

### XVIIIesiècle
- 1701 : François-Joseph Hunauld, anatomiste français († 15 décembre 1742).
- 1705 : Hieronymus David Gaubius, médecin, chimiste allemand († 29 novembre 1780)
- 1709 : Jacques Vaucanson, ingénieur, paysagiste français († 21 novembre 1782).
- 1725 : François Clary, grand négociant marseillais († 20 janvier 1794).
- 1734 : Françoise de Chalus, duchesse de Narbonne-Lara, dame de La Bove, l'une des maîtresses de Louis XV († 7 juillet 1821).
- 1736 : Charles-Frédéric d'Anspach-Bayreuth, dernier margrave d'Ansbach († 5 janvier 1806).
- 1744 : Fiodor Fiodorovitch Ouchakov, amiral russe († 14 octobre 1817).
- 1751 : 
  - Vincent-Marie Constantini, général français († 25 juin 1825).
  - François-Joseph Hirn, homme d'Église français († 17 août 1819).
- 1753 : Henri-Pierre Danloux, peintre et dessinateur français († 3 janvier 1809).
- 1759 : Adrien Duport, aristocrate rallié à la cause du Tiers État dès le début de la Révolution française († 6 juillet 1798).
- 1766 : Samuel Wesley, compositeur anglais († 11 avril 1837).
- 1772 : William Harris Crawford, homme politique et juge américain († 15 septembre 1834).
- 1777 : Tom Souville, corsaire et sauveteur français († 31 décembre 1839).
- 1786 : Wilhelm Grimm, écrivain allemand († 16 décembre 1859).
- 1788 : Johan Christian Dahl, peintre norvégien († 14 octobre 1857).
- 1796 : Sébastien Norblin, peintre français († 18 août 1884).
- 1800 : Charles Isabelle, architecte français († 1er mai 1880).

### XIXesiècle
- 1804 : Charles de Bernard, romancier et nouvelliste français († 6 mars 1850).
- 1807 : Antoine-Achille d'Exéa-Doumerc, général français du Second Empire († 9 février 1902).
- 1814 : Auguste Aiguier, peintre français († 7 juin 1865).
- 1817 : Auguste-Alexandre Ducrot, général et député français († 16 août 1882).
- 1824 : George William Curtis, écrivain et journaliste américain († 31 août 1892).
- 1825 : Jules Girard (Paris, 24 février 1825 - Cannes, 30 mars 1902), helléniste français ;
- 1831 : Leo von Caprivi, général d'infanterie et homme d'État prussien († 6 février 1899).
- 1842 : Arrigo Boito, compositeur, romancier et poète italien († 10 juin 1918).
- 1843 : Teófilo Braga, poète, historien de la littérature, essayiste et homme politique portugais († 28 janvier 1924).
- 1848 : Eugène-Melchior de Vogüé, académicien français († 24 mars 1910).
- 1852 : George Moore, romancier irlandais († 21 janvier 1933).
- 1858 : Arnold Dolmetsch, violoniste, facteur d’instruments, et musicologue franco-suisse naturalisé anglais († 28 février 1940).
- 1859 : George William Fowler, homme politique canadien († 2 septembre 1924).
- 1870 : Jules Saliège, cardinal français, archevêque de Toulouse († 4 novembre 1956).
- 1872 : Gustave Sandras, gymnaste français, champion olympique en 1900 († 21 juin 1951).
- 1874 : Honus Wagner, joueur de baseball américain († 6 décembre 1955).
- 1877 : 
  - Gabriel Nigond, écrivain français († 4 janvier 1937).
  - André d'Ormesson, diplomate français, père de Jean d'Ormesson († 29 mars 1957).
- 1882 : Armand-Albert Rateau, dessinateur, meublier, décorateur et architecte français († 20 février 1938).
- 1883 : Amleto Cicognani, cardinal italien, secrétaire d'État († 17 décembre 1973).
- 1885 :
  - Chester William Nimitz, amiral américain († 20 février 1966).
  - Witkacy (Stanisław Ignacy Witkiewicz dit), philosophe, pamphlétaire, peintre, photographe et romancier polonais († 18 septembre 1939).
- 1889 : Albin Stenroos, athlète finlandais, champion olympique de marathon († 30 avril 1971).
- 1890 : Marjorie Main, actrice américaine († 10 avril 1975).
- 1892 : Maurice Bouton, rameur français († 15 juin 1965).
- 1896 : 
  - Caesar Cardini, propriétaire d'hôtel et un restaurateur italien († 3 novembre 1956).
  - Richard Thorpe, réalisateur américain († 1er mai 1991).
- 1900 : Robertson White, scénariste et acteur américain († 29 novembre 1985).

### XXesiècle
- 1903 : Irène Némirovsky, romancière ukrainienne de langue française († 17 août 1942).
- 1905 : René Bontemps, syndicaliste français des PTT († 27 juin 1951).
- 1906 : Ludwig Stubbendorf, cavalier allemand de concours complet († 17 août 1941).
- 1907 : Marjorie Courtenay-Latimer, conservatrice du musée sud-africain († 17 mai 2004).
- 1908 : Telford Taylor, avocat américain, procureur au procès de Nuremberg († 23 mai 1998).
- 1909 :
  - August Derleth, écrivain, anthologiste et éditeur américain († 4 juillet 1971).
  - Abou el Kacem Chebbi, poète tunisien († 9 octobre 1934).
  - Riccardo Freda, réalisateur et acteur italien († 20 décembre 1999).
  - George Robson, pilote automobile canadien († 2 septembre 1946).
- 1910 : Julian Snow, homme politique britannique († 24 janvier 1982).
- 1911 : 
  - Clément Latour, acteur québécois († 15 avril 1961).
  - Bertalan de Némethy, cavalier de saut d'obstacles d'origine hongroise naturalisé américain († 16 janvier 2002).
  - Robert Williame, As français pendant la Campagne de France († 31 octobre 1940).
  - Pierre Van Halteren, ingénieur, notaire, homme politique libéral belge († 23 septembre 2009).
- 1912 :
  - André Greck, sculpteur français († 11 octobre 1993).
  - Jiří Trnka, cinéaste d'animation tchécoslovaque († 30 décembre 1969).
- 1913 : François Bourbotte, footballeur français († 15 décembre 1972).
- 1918 : August Klingler, footballeur international allemand († 23 novembre 1944).
- 1921 :
  - Édouard Fachleitner, coureur cycliste sur route français († 18 juillet 2008).
  - Gaston Reiff, coureur de fond belge († 6 mai 1992).
  - Abe Vigoda, acteur américain († 26 janvier 2016).
  - Marília Chaves Peixoto, mathématicienne et ingénieure brésilienne († 24 février 1921).
- 1922 :
  - Richard Hamilton, artiste peintre et graphiste britannique († 13 septembre 2011).
  - Steven Hill, acteur américain († 23 août 2016).
  - Felix Werder, compositeur australien d'origine allemande († 3 mai 2012).
- 1923 :
  - Pierre Dumayet, journaliste TV français († 17 novembre 2011).
  - Maurice Garrel, acteur français († 4 juin 2011).
  - Frédéric Kiesel, poète et journaliste belge († 15 février 2007).
  - Klaus Mayer, prêtre catholique allemand engagé dans le dialogue judéo-chrétien.
- 1924 :
  - Teresa Bracco, vierge martyre catholique béatifiée en 1998 par Jean-Paul II († 28 août 1944).
  - Maria Golubnichaya, athlète russe, spécialiste du 80 mètres haies († 22 août 2015).
- 1925 : Etel Adnan, poétesse américano-libanaise, écrivaine et artiste visuelle († 14 novembre 2021).
- 1926 : Vinicio Diamanti (it), acteur transgenre italien († 23 décembre 2009).
- 1927 : Emmanuelle Riva, actrice française († 27 janvier 2017).
- 1928 : Barbara Lawrence, actrice américaine († 13 novembre 2013).
- 1931 : Mona Ozouf (née Mona Annig Sohier), chercheuse, historienne et philosophe française et bretonne bretonnante.
- 1932 :
  - José Bartel, chanteur et compositeur français († 26 janvier 2010).
  - Michel Legrand, compositeur français († 26 janvier 2019).
  - John Vernon, acteur canadien († 1er février 2005).
- 1934 :
  - Dorothée Blanck, actrice française († 16 janvier 2016).
  - Bernard Chiarelli, footballeur français.
  - Bettino Craxi, homme politique italien († 19 janvier 2000).
- 1935 : 
  - Jean-Baptiste Libouban, activiste français, responsable des Communautés de l'Arche de 1990 à 2005.
  - Jean de Viguerie, historien français († 15 décembre 2019.
- 1936 :
  - Martin Malvy, journaliste, homme politique français, ancien ministre, ancien président socialiste du conseil régional de Midi-Pyrénées.
  - René Pellat, scientifique français († 4 août 2003).
  - Wakefield Poole, danseur classique, chorégraphe et réalisateur américain († 27 octobre 2021).
  - Olivier Stirn, homme politique français ancien élu et ministre.
- 1938 :
  - James Farentino, acteur américain († 24 janvier 2012).
  - Philip Knight, chef d'entreprise américain, fondateur de Nike.
- 1939 ou -42 : John Neumeier, danseur, chorégraphe et directeur de ballet américain.
- 1940 :
  - Jean-Marie Cavada, journaliste TV français.
  - Denis Law, footballeur écossais.
  - Guy Périllat, skieur français.
  - Nicolae Martinescu, lutteur roumain, champion olympique († 1er avril 2013).
- 1942 :
  - Paul Jones (Paul Pond dit), chanteur britannique.
  - Friedrich Rafreider, footballeur autrichien († 16 septembre 2007).
  - Dieter Speer, biathlète allemand.
- 1943 :
  - Charlie Bauer, écrivain révolutionnaire français († 7 août 2011).
  - Jacques Bompard, chirurgien dentiste et homme politique français, maire d'Orange depuis 1995.
  - Catherine Cesarsky, astrophysicienne française.
  - Jean-Pierre Kucheida, homme politique français d'origine polonaise.
  - François Mazet, pilote de course automobile français.
  - Pablo Milanés, chanteur cubain de la nueva trova.
- 1944 : 
  - Detlev Kittstein, joueur de hockey sur gazon allemand, champion olympique († 3 mai 1996).
  - David Wineland, physicien américain, prix Nobel de physique 2012.
- 1946 :
  - Jiří Bělohlávek, chef d'orchestre tchèque († 31 mai 2017).
  - Gérard Longuet, homme politique français.
  - Jean-Yves Riocreux, évêque catholique français, évêque émérite de Basse-Terre et Pointe-à-Pitre depuis 2021.
- 1947 :
  - Rupert Holmes, chanteur, compositeur et auteur d’origine britannique.
  - Catherine Lévy / Catherine Argence, journaliste française, speakerine toulousaine.
  - Christa Näher (de), artiste allemande.
  - Edward James Olmos, acteur américain.
- 1948 :
  - Luis Galván, footballeur argentin.
  - Jayalalithaa Jayaram, actrice tamoule et femme politique indienne († 5 décembre 2016).
- 1949 : 
  - Gaston Lepage, acteur canadien.
  - Maxence Mailfort, acteur français.
- 1951 :
  - Earl Anderson, joueur professionnel canadien de hockey sur glace.
  - Clyde Best, footballeur et entraîneur bermudien.
  - Enzo Bianco, homme politique italien.
  - Tony Holiday (Rolf Peter Knigge dit), chanteur allemand († 14 février 1990).
  - Bernard Leroy, personnalité politique française.
  - Monique Melsen, chanteuse luxembourgeoise.
  - Debra Jo Rupp, actrice américaine.
  - Helen Shaver, actrice, réalisatrice et productrice canadienne.
- 1952 :
  - Philippe Chamouard, compositeur français de musique contemporaine.
  - Sharon Walsh, joueuse de tennis professionnelle américaine.
- 1953 :
  - Catherine Deroche, femme politique française.
  - Vincent Desportes, général de division de l'armée de terre française.
- 1954 :
  - Plastic Bertrand (Roger Jouret dit), chanteur belge.
  - Pierre Lambert, haut fonctionnaire français.
  - Lyoubov Ouspenskaïa, chanteuse russe et américaine.
- 1955 :
  - Steve Jobs (Steven Paul Jobs dit), entrepreneur américain, cofondateur américain de la société Apple († 5 octobre 2011).
  - Gareth Llewellyn, Rugbyman gallois.
  - Alain Prost, coureur automobile français.
- 1956 :
  - Judith Butler, professeur, philosophe et féministe américaine.
  - Eddie Murray, joueur de baseball américain.
- 1959 : 
  - Silvia Fröhlich, rameuse d'aviron est-allemande.
  - David Kessler, haut fonctionnaire français († 3 février 2020).
- 1960 :
  - Edgar Corredor, cycliste colombien.
  - Patrice L'Écuyer, animateur de radio et de télévision et acteur québécois.
- 1961 :
  - Tyke Peacock, athlète américain spécialiste du saut en hauteur.
  - Éric Rochant, acteur français.
  - Erna Solberg, première ministre norvégienne.
- 1962 : 
  - Teri Weigel, playmate, actrice traditionnelle et pornographique américaine.
  - Domingo Manrique, skipper espagnol, champion olympique.
- 1963 :
  - Line Beauchamp, femme politique québécoise.
  - Laurent Ruquier, humoriste, homme de spectacles et animateur de radio et de télévision français.
  - Michael Vernon, joueur de hockey sur glace canadien.
  - Hannelore Cayre, écrivaine française.
- 1964 :
  - Todd Field, acteur, réalisateur et scénariste américain.
  - Ute Geweniger, nageuse est-allemande.
  - Serge Hélan, athlète français spécialiste de triple saut.
  - François-Guy Thivierge, alpiniste et guide de montagne québécois.
- 1965 :
  - Jean-Philippe Mattio, footballeur français.
  - Bas Rutten, pratiquant de MMA néerlandais.
- 1966 :
  - Risa Hontiveros, journaliste, activiste et femme politique philippine.
  - Alain Mabanckou, écrivain et enseignant franco-congolais.
  - Ben Miller, acteur anglais.
  - Billy Zane, acteur, producteur et réalisateur américain.
- 1967 : Jean-Charles Gicquel, athlète français, spécialiste de saut en hauteur.
- 1968 :
  - Bruno Aveillan, réalisateur et photographe français.
  - Emanuele Naspetti, pilote de course automobile italien.
  - Martin Wagner, footballeur allemand.
  - Kendall Cross, lutteur américain, champion olympique.
- 1969 :
  - Katrin Schreiter, athlète allemande spécialiste du 400 mètres.
  - Stefan Steinweg, coureur cycliste sur piste allemand.
- 1971 :
  - Pedro de la Rosa, pilote de Formule 1 espagnol.
  - Brian Savage, joueur de hockey sur glace canadien.
  - Pascal Schaller, hockeyeur suisse.
  - Alexander Schnell, philosophe germano-bulgare.
- 1972 :
  - Richard Chelimo, athlète de fond kényan († 15 août 2001).
  - Chris Fehn, percussionniste américain du groupe Slipknot.
  - Manon Rhéaume, joueuse de hockey sur glace québécoise.
- 1973 :
  - Antony Dupuis, joueur de tennis français.
  - Alekseï Kovaliov, joueur de hockey sur glace russe.
- 1974 :
  - Gila Gamliel, femme politique israélienne.
  - Anjanette Kirkland, athlète américaine spécialiste du 100 m haies.
  - Mike Lowell, joueur de baseball portoricain.
  - Brahim Thiam, joueur de football franco-malien.
  - Khadzhimurat Magomedov, lutteur russe, champion olympique.
- 1976 :
  - Romain Ferrier, footballeur puis entraîneur.
  - Zach Johnson, joueur de golf américain.
  - Bradley McGee, coureur cycliste australien.
- 1977 :
  - Anne-Sophie Le Paranthoën, nageuse française.
  - Floyd Mayweather, Jr., boxeur américain.
  - Jean-Pierre Vidal, skieur alpin français champion olympique en 2002.
- 1978 :
  - Corey Benjamin, basketteur américain.
  - Nicole Lyn, actrice canadienne.
  - Shinya Terashi, batteur japonais du groupe Dir En Grey.
- 1979 : Sébastien Bosquet, handballeur français.
- 1980 :
  - Laurie Delhostal, journaliste sportive française.
  - Lamine Lezghad dit Naïm, humoriste français.
  - Roman Sludnov, nageur russe.
- 1981 :
  - Roger Abotome Bakabisya, homme politique de la république démocratique du Congo.
  - Timo Bernhard, pilote automobile allemand.
  - Lleyton Hewitt, joueur de tennis professionnel australien.
  - Rafał Wieruszewski, athlète polonais spécialiste du 400 mètres.
- 1982 :
  - Amandine, premier bébé-éprouvette français.
  - Karine Hervieu, athlète française spécialiste du lancer de javelot.
  - Dafne Molina, modèle mexicaine.
- 1983 :
  - Isabelle Ithurburu, journaliste de rugby française.
  - Rémi Maréval, joueur de football français.
  - Médine (Médine Zaouiche dit), rappeur français.
  - Priscila Perales, mannequin mexicaine.
- 1984 : Brian Dabul, joueur de tennis argentin.
- 1986 :
  - Mehmet Batdal, footballeur turc.
  - Inguna Butane, mannequin letton.
  - Milcah Cheywa, athlète kényane, spécialiste du 3 000 m steeple.
  - Sébastien Rouault, nageur français.
  - Wojtek Wolski, joueur de hockey sur glace professionnel canado-polonais.
- 1987 :
  - Imanol Agirretxe, footballeur basque espagnol.
  - Ȼôme, musicien français.
  - Mayuko Iwasa, mannequin, actrice et idole japonaise.
  - Mario Suárez Mata, footballeur espagnol.
- 1988 : Rodrigue Beaubois, joueur de basket-ball professionnel français.
- 1989 : Anastasia Ivanenko, nageuse russe.
- 1991 :
  - Nicolas Benezet, footballeur français.
  - Emily DiDonato, mannequin américain.
- 1995 : Chance Sisco, joueur américain de baseball.
- 1996 : Lenny Charles-Catherine, basketteur français.

## Décès

### viiesiècle
- 616 : Æthelberht, roi du Kent (° vers 560).

### XIesiècle
- 1095 : 
  - Kytan, khan polovtse (° inconnue).
  - Itlar, khan polovtse (° inconnue).

### xiiesiècle
- 1114 : Thomas II d'York, archevêque d'York (° inconnue).
- 1191 : Jean Ier d'Alençon, noble français (° inconnue).

### XIIIesiècle
- 1265 : Roger IV, comte de Foix (° v. 1220 / 1223).

### xivesiècle
- 1311 : Guilhem Ruffat de Fargues, cardinal français (° inconnue).
- 1386 : Charles III, roi de Naples de 1382 à 1386 (° 1345).

### XVesiècle
- 1475 : Charles Ier de Bade, margrave de Bade de 1453 à 1475 (° 1425).
- 1495 : Zizim, second fils de Mehmed II (° 22 décembre 1459).
- 1496 : Eberhard V de Wurtemberg, duc de Wurtemberg (° 11 décembre 1445).

### XVIesiècle
- 1509 : Pietro del Donzello, architecte et peintre italien (° 1452).
- 1520 : Alphonse d'Aragon, prélat espagnol (° 1470).
- 1524 : Étienne Poncher, archevêque de Sens (° 1446).
- 1525, à la bataille de Pavie ci-avant :
  - Jacques II de Chabannes, marquis de la Pallice, maréchal de France (°  1470).
  - Guillaume Gouffier de Bonnivet, favori de François Ier, amiral de France (° v. 1482 / 1488).
  - Louis II de La Trémoille, premier chambellan du roi François Ier (° 20 / 29 septembre 1460).
  - François de Lorraine, noble français (° 24 juin 1506).
  - Richard de la Pole, prétendant de la maison d'York à la couronne d’Angleterre (° vers 1480).
- 1563 : François Ier de Lorraine, duc de Guise (° 17 février 1520).
- 1580 : Henry FitzAlan, noble anglais (° 23 avril 1512).
- 1588 : 
  - Jean Wier (Johann Weyer, Johannes Weier, Joannes Wierus en latin, dit aussi Piscinarius), médecin, humaniste, opposant aux chasses aux sorcières et précurseur brabançon de la psychiatrie moderne occidentale (° 1515 / 1516, peut-être le 24 février aussi).
  - John Manners, noble anglais (° 1559).
- 1594 : Kujō Tanemichi, noble de cour japonais (° 22 février 1507).

### XVIIesiècle
- 1624 : Paul Laurentius, théologien évangélique luthérien allemand (30 mars 1554).
- 1645 : Philippe VII de Waldeck, noble allemand (° 25 novembre 1613).
- 1651 : Mōri Hidenari, daimyo (° 19 novembre 1595).
- 1659  Johan Rode, médecin et antiquaire danois (° 1587).
- 1670 : Giuseppe Ciantes, évêque italien (° 1602).
- 1674 : Matthias Weckmann, musicien allemand (° v. 1616).
- 1685 : Charles Howard, militaire et homme politique anglais (° 1629).

### XVIIIesiècle
- 1704 : Marc-Antoine Charpentier, musicien français (° 1643).
- 1714 : Edmund Andros, homme politique britannique (°6 décembre 1637).
- 1721 : John Sheffield, homme politique et un poète britannique (° 8 septembre 1647).
- 1728 : Charles-René Reynaud, mathématicien français (° 11 juin 1656).
- 1729 : Ernest-Louis II de Saxe-Meiningen, noble allemand (° 8 août 1709).
- 1733 : Alamanno Salviati, cardinal italien (° 21 mars 1669).
- 1747 : Antoine Joseph Pater, sculpteur français (° 27 février 1670).
- 1761 : Frédéric-Guillaume de Solms-Braunfels, noble allemand (° 11 janvier 1696).
- 1765 : Pierre-François Choullat, banquier suisse (° 23 mars 1684).
- 1777 : Joseph Ier de Portugal, roi du Portugal (° 6 juin 1714).
- 1781 : Edward Capell, critique britannique (° 11 juin 1713).
- 1785 : 
  - Charles Bonaparte, juge assesseur à la juridiction d'Ajaccio et père du futur empereur Napoléon Ier (° 27 mars 1746).
  - Thomas Dyke Acland, homme politique anglais (° 14 août 1722).
- 1799 : Georg Christoph Lichtenberg, physicien allemand (° 1er juillet 1742).
- 1800 : Simon Julien, peintre et graveur français (° 28 octobre 1735).

### XIXesiècle
- 1806 : Jean-François Collin d'Harleville, académicien français (° 30 mai 1755).
- 1810 : Henry Cavendish, physicien et chimiste britannique (° 10 octobre 1731).
- 1812 : Étienne Louis Malus, ingénieur et physicien français (° 23 juillet 1775).
- 1815 : Robert Fulton, inventeur américain du bateau à vapeur (° 14 novembre 1765).
- 1845 : Frédéric de Hesse-Cassel, général danois (° 24 mai 1771).
- 1847 : Alexandre Guiraud, poète, auteur dramatique et romancier français (° 24 décembre 1788).
- 1856 : Nikolaï Ivanovitch Lobatchevski, mathématicien russe (° 1er décembre 1792).
- 1871 : Théodore Caruelle d'Aligny, peintre paysagiste français de l'École de Barbizon (° 24 janvier 1798).
- 1875 : Marc Seguin, scientifique, inventeur, ingénieur et entrepreneur français (° 20 avril 1786).
- 1876 : Joseph Jenkins Roberts, président du Libéria (° 15 mars 1809).
- 1883 : Edmond de Martimprey, général et homme politique français (° 16 juin 1808).
- 1886 :
  - Étienne Louis Chastel, pasteur et historien suisse (° 11 juillet 1801).
  - Peter Gow, homme politique canadien (° 20 novembre 1818).
  - Jules Le Berquier, avocat français (° 24 mars 1819).
  - Salvator Zabban, journaliste français (° vers 1810).
- 1889 : Ippolito Amicarelli, homme politique italien (° 10 août 1823).
- 1891 : Joseph-Antoine Gardet, sculpteur français (° 22 février 1861).
- 1900 : Samson Jordan, ingénieur et savant français (° 23 juin 1831).

### XXesiècle
- 1911 : Fermo Forti, peintre et sculpteur italien (° 3 février 1839).
- 1913 : Paul Thureau-Dangin (Paris, 14 décembre 1837 - Cannes, 24 février 1913), publiciste, auditeur au Conseil d'État et historien français ;
- 1914 : 
  - Eugène Balme, tireur français (° 22 novembre 1874).
  - Joshua Lawrence Chamberlain, professeur de faculté et général américain (° 8 septembre 1828).
- 1918 : Stefano Hidalgo, général italien (° 19 septembre 1848).
- 1925 : Karl Hjalmar Branting, premier ministre suédois, prix Nobel de la paix en 1921 (° 23 novembre 1860).
- 1929 : André Messager, compositeur et chef d'orchestre français (° 30 décembre 1853).
- 1936 : Albert Ritchie, homme politique américain (° 29 août 1876).
- 1938 : Gustave Le Rouge, écrivain français (° 22 juillet 1867).
- 1943 : Helene Stöcker, militante pacifiste, féministe, journaliste et essayiste politique allemande (° 13 novembre 1869).
- 1945 : Ahmad Mahir Pacha, premier ministre égyptien assassiné ci-avant (° 1888).
- 1952 : Victor Bernier, pharmacien, maire d'Angers et président du Conseil général de Maine-et-Loire (° 29 février 1868).
- 1953 : Gerd von Rundstedt, Generalfeldmarschall de la Heer durant la Seconde Guerre mondiale (° 12 décembre 1875).
- 1956 : Gerrit Smith Miller, Jr, zoologiste américain (° 6 décembre 1869).
- 1958 : Gaston Ravel, cinéaste français (° 28 octobre 1878).
- 1960 : 
  - Pierre Albarran, joueur et théoricien français du bridge ainsi que joueur de tennis (° 18 mai 1893).
  - Léon Bérard, avocat et homme politique français (° 6 janvier 1876).
- 1964 : Alexandre Archipenko, sculpteur américain d'origine russe (° 30 mai 1887).
- 1967 : Franz Waxman (Franz Wachsmann dit), compositeur américain d'origine allemande (° 24 décembre 1906).
- 1970 :
  - Maurice Gaudart, parlementaire français (° 16 juin 1915).
  - Conrad Nagel, acteur américain (° 16 mars 1897).
- 1971 : Henri Bouret, haut fonctionnaire et homme politique français (° 14 mai 1916).
- 1975 : Nikolaï Boulganine, personnalité politique soviétique, ancien président du conseil des ministres de l'URSS (° 11 juin 1895).
- 1981 : John Moors Cabot, diplomate américain (° 11 décembre 1901).
- 1982 : Virginia Bruce, actrice américaine (° 29 septembre 1910).
- 1985 : Georges Portmann, professeur de médecine et homme politique français (° 1er juillet 1890).
- 1986 : Tommy Douglas, homme politique canadien. (° 20 octobre 1904).
- 1988 : 
  - Loretta McNeil, athlète américaine spécialiste du 100 mètres (° 10 janvier 1907).
  - Memphis Slim (John Chatman dit), bluesman, chanteur et pianiste de jazz américain (° 3 septembre 1915).
- 1990 : 
  - Tony Conigliaro, joueur de baseball américain (° 7 janvier 1945).
  - Malcolm Forbes, homme d'affaires américain, ancien président-directeur-général du magazine Forbes (° 19 août 1919).
  - Sandro Pertini, président italien (° 25 septembre 1896).
  - Johnnie Ray, chanteur américain (° 10 janvier 1927).
- 1991 : Webb Pierce, chanteur américain de musique country (° 8 août 1921).
- 1993 : 
  - Danny Gallivan, animateur de radio et un reporter sportif de la télévision canadienne. (° 11 avril 1917).
  - Bobby Moore, footballeur anglais (° 21 avril 1941).
- 1994 : 
  - Jean Sablon, chanteur français (° 25 mars 1906).
  - Dinah Shore, chanteuse américaine (° 29 février 1916).
- 1996 : 
  - Piet Derksen, chef d’entreprise néerlandais, fondateur de la société néerlandaise de parcs de vacances Center Parcs (° 15 février 1913).
  - Akram Hourani, homme politique syrien (° 1912).
  - Anna Larina, écrivaine soviétique puis russe (° 27 janvier 1914).
- 1997 :
  - Raymond Lambert, alpiniste suisse (° 18 octobre 1914).
  - J.J.J. Rigal (Jacques-Joachim-Jean Rigal dit), graveur, peintre et sculpteur français (° 29 juillet 1926).
  - Ion Voicu (en), pianiste roumain (° 8 octobre 1923).
- 1998 :
  - Geoffrey Bush, compositeur, organiste et musicologue britannique (° 23 mars 1920).
  - Lucas Suppin, peintre autrichien (° 2 juillet 1911).
  - Henny Youngman, violoniste et humoriste américain (° 16 mars 1906).

### XXIesiècle
- 2001 : 
  - Charles Auffret, sculpteur français (° 1er juillet 1929).
  - Josep Maria Bardagí, musicien espagnol (° 11 octobre 1950).
  - Claude Shannon, ingénieur et mathématicien américain (° 30 avril 1916).
- 2002 :
  - Martin Esslin, journaliste, traducteur, professeur d'université, dramaturge et critique littéraire hongrois puis britannique (° 6 juin 1918).
  - Leo Ornstein, compositeur russe puis américain (° 2 décembre 1893).
- 2003 :
  - Christopher Hill, historien britannique (° 6 février 1912).
  - Bernard Loiseau, chef cuisinier français (° 13 janvier 1951).
  - Alberto Sordi, acteur et réalisateur italien (° 15 juin 1920).
- 2004 :
  - Madeleine Aubier-Gabail, éditrice française (° 25 mars 1916).
  - Jean-Marc Lelong, dessinateur français (° 1er février 1949).
  - John Randolph, acteur américain (° 1er juin 1915).
- 2005 :
  - Thadée Cisowski, footballeur français d'origine polonaise (° 16 février 1927).
  - Glanmor Williams (en), historien gallois (° 5 mai 1920).
- 2006 : 
  - Don Knotts, acteur américain (° 21 juillet 1924).
  - Dennis Weaver, acteur américain (° 4 juin 1924).
- 2007 :
  - Bruce Bennett, athlète et acteur américain (° 19 mai 1906).
  - Édouard Bonnefous, homme politique français, ancien ministre (° 24 août 1907).
  - Jock Dodds, footballeur écossais (° 7 septembre 1915).
  - Leroy Jenkins, violoniste américain (° 11 mars 1932).
  - Lamar Lundy, joueur américain de football américain (° 17 avril 1935).
  - Damien Nash, joueur américain de football américain (° 14 avril 1982).
  - George Preas, joueur américain de football américain (° 25 juin 1933).
- 2008 : Larry Norman (en), chanteur et compositeur américain de rock chrétien (° 8 avril 1947).
- 2009 : Pierre Castagnou, homme politique français, ancien maire du 14e arrondissement de Paris (° 8 septembre 1940).
- 2011 : Sergei Nikitich Kovalev (en), concepteur russe des sous-marins nucléaires soviétiques (° 15 août 1919).
- 2014 : Harold Ramis, acteur, réalisateur, scénariste et producteur de cinéma américain (° 21 novembre 1944).
- 2016 : Henda Swart, mathématicienne sud-africaine (° 1939).
- 2017 : 
  - Vito Ortelli, coureur cycliste italien (° 5 juillet 1921).
  - Miriam Tlali, femme de lettres sud-africaine (° 11 novembre 1933).
- 2019 : Donald Keene, japonologue d'origine américaine naturalisé japonais (° 18 juin 1922).
- 2020 : 
  - Clive Cussler, romancier et chasseur d'épaves américain (° 15 juillet 1931).
  - Katherine Johnson, physicienne, mathématicienne et ingénieure spatiale américaine (° 26 août 1918).
- 2021 : 
  - Antonio Catricalà, juriste et universitaire italien (° 7 février 1952).
  - Philippe Jaccottet, écrivain, poète et critique littéraire suisse (° 30 juin 1925).
  - Atsushi Miyagi, joueur de tennis japonais (° 19 octobre 1931).
  - Alan Robert Murray, monteur son américain (° ~ 1954).
  - Ronald Pickup, acteur britannique (° 7 juin 1940).
  - (ou la veille 23) Joseph Ponthus (Baptiste Cornet dit), écrivain français (° 4 septembre 1978).
  - Joseph Untube N'singa Udjuu, homme politique congolais (° 29 septembre 1934).
- 2022 : Va'aiga Tuigamala, joueur de rugby néo-zélandais maori (° 1969).
- 2023 :
  - James Abourezk, homme politique américain (° 24 février 1931).
  - Vic Anciaux, homme politique belge (° 24 décembre 1931).
  - Maurizio Costanzo, journaliste, scénariste, acteur, réalisateur et présentateur italien (° 28 août 1918).
  - Juraj Jakubisko, réalisateur et scénariste tchécoslovaque puis slovaque (° 30 avril 1938).
  - Walter Mirisch, producteur américain (° 8 novembre 1921).
  - Geórgios Roméos, homme politique grec (° 14 avril 1934).
  - Louis Roquet, haut fonctionnaire canadien (° 30 juillet 1942).
- 2024 : Kumar Shahani, réalisateur indien (° 7 décembre 1940).

## Célébrations
- Journée mondiale des barmen et barmaids, en référence à l'Association internationale des barmen fondée le 24 février 1951[5].
- Estonie : fête nationale, jour de l'indépendance commémorant son émancipation de la Russie en 1918 (puis de l'URSS vers 1991).
- Mexique : Dia de la Bandera (es) / jour du drapeau.
- Paraguay : día de la mujer paraguaya(na)[6] / journée de la femme paraguayenne.
- Thaïlande : National Artist Day (en) / journée de l'artiste national honorant chaque année un artiste méritant.
- Fête religieuse romaine : fugalia ou regifugium commémorant l’expulsion de la monarchie étrusque par l’aristocratie locale latino-sabine et la fondation de la République romaine.

### Saints des Églises chrétiennes

#### Saints des Églises catholiques et orthodoxes
Saints des Églises catholiques et orthodoxes :
- Æthelberht, Ethelbert ou Albert († 616), premier roi chrétien du royaume du Kent.
- Betton de Sens († 918), moine de Sainte-Colombe puis 41e évêque d'Auxerre et Sens.
- Evèce (es) († 303) martyr à Nicomédie.
- Léobard († 618) 1er abbé de Marmoutier
- Létard ou Liudhard († 600), aumônier de la reine Berthe de Kent.
- Modeste de Trèves (en) († 480), 21e évêque de Trèves.
- Serge de Césarée (es) († 304), martyr à Césarée de Cappadoce.
- Vartan (Ier siècle), martyr par Sanatruk Ier / Sanadrouk en Arménie.

#### Saints et bienheureux des Églises catholiques
Saints et bienheureux des Églises catholiques :
- Adèle de Normandie († v. 1137), princesse normande.
- Ascensión Nicol Goñi († 1940), bienheureuse religieuse espagnole fondatrice des Sœurs missionnaires dominicaines du Saint-Rosaire.
- Constant Servoli de Fabriano (it) († 1481), bienheureux prêtre dominicain italien.
- Ida de Hohenfels († 1195), bienheureuse allemande épouse d’Éberhard puis bénédictine de Bingen am Rhein (Bingen sur Rhin).
- Josefa Naval Girbés († 1893), bienheureuse laïque espagnol membre du Tiers-Ordre carmélitain (déchaux séculier).
- Marc de Mantoue (it) († 1510), bienheureux hiéronymite italien.
- Thomas-Marie Fusco († 1891), bienheureux prêtre italien fondateur des Filles de la charité du Très Précieux Sang.

#### Saints orthodoxes du jour (aux dates parfois"juliennes"/ orientales)
Saints des Églises orthodoxes :
- Érasme des Grottes de Kiev († 1160), confesseur, moine à la laure des Grottes de Kiev.
- Romanus d'Uglich (° 1235 - † 1285), prince d'Uglich (commémoration orthodoxe de la découverte de ses reliques en 1486[9]).
- Jean-Baptiste, première et deuxième découverte du chef (la tête) de Jean le Précurseur, décapité par Hérode (voir aussi le 9 mars)[10].

### Prénoms du jour[Où?]
Bonne fête aux Modeste et ses variantes ou dérivés : Modest, Modestine, Saints des Églises orthodoxes :Modesto.
Et aussi aux :
- Ethelbert et ses variantes ou dérivés : Æthelbert, Æthelberht, etc.
- Jean-Baptiste et ses variantes ou dérivés : Baptiste, Baptistin, etc. Voir variantes en 24 juin.
- Kenan et ses variantes ou dérivés autant bretons : Coledoc, Coletoc, Collodan, Collodon, Kay, Ke, Keu, Quay, etc.

## Traditions et superstitions

### Dictons
L'Église catholique romaine ayant déplacé la fête de la saint-Mathias du 24 février au 14 mai lendemain des saints de glace, ces dictons météorologiques traditionnels de la fin février ne correspondent plus (tout à fait) à cette nouvelle date de mai.
- « À la saint-Mathias, jour et nuit ne diffèrent pas. »
- « À la saint-Mathias, la pie fait son nid. »
- « À la saint-Mathias, le corbeau s'en va, six semaines passent et le coucou reviendra. »[11]
- « À la saint-Mathias, neige et glace. »[Cosson 1]
- « À la saint-Modeste, repique tes choux, s’il t’en reste. »[12]
- « Qui se saigne à saint-Mathias, un an de santé il aura. »[Cosson 2]
- « Saint Mathias brise la glace, s'il n'y en a pas, il en fera. »[13]
- « Saint Mathias casse la glace ; s'il n'y en a pas, il en fera. »

### Astrologie
- Signe du zodiaque : 6e jour du signe astrologique des Poissons.

## Toponymie
Les noms de plusieurs voies, places, sites ou édifices de pays ou régions francophones contiennent cette date sous différentes graphies : voir Vingt-Quatre-Février .